# Ramón Abeledo
Ramón Gregorio Abeledo, né le 19 avril 1937 en Argentine, est un joueur de football international argentin, qui évoluait au poste de milieu de terrain.

## Biographie

### Carrière en club
Au cours de sa carrière en club il remporte quatre titres de champion d'Argentine : deux avec le CA Independiente, et deux avec le Boca Juniors.

### Carrière en sélection
Avec l'équipe d'Argentine, il joue 6 matchs (pour aucun but inscrit) entre 1960 et 1962. 
Il figure dans le groupe des sélectionnés lors de la Coupe du monde de 1962. Lors du mondial organisé au Chili, il ne joue pas de matchs.

## Palmarès
| CA Independiente - Championnat d'Argentine (2) : - Champion : 1960 et 1963. |  | Boca Juniors - Championnat d'Argentine (2) : - Champion : 1964 et 1965. |